# Hr.Ms. Noordvaarder (1939)
De Hr.Ms. Noordvaarder was een zeesleepboot die tussen 1939 en 1947 op de vlootlijst van de Koninklijke Marine stond. Het schip werd in 1897 te water gelaten op de werf van Klawitter te Danzig, Duitsland. Het droeg de namen Panadero, Glucksberg en Falkenstein voordat het in 1939 voor de marine werd gevorderd en als de B.V.1 (een bewakingsvaartuig) in de vaart werd gebracht. 
Het schip week op 17 mei 1940 naar Engeland uit. Daar werd het als transportschip gebruikt voor de mijnenveegdienst. In 1944 werd het verbouwd tot boeienlegger. In 1947 werd het aan de vorige eigenaar teruggegeven.

## Commandanten
| Van        | Tot        | Commandant                                          |
| ---------- | ---------- | --------------------------------------------------- |
| 18-12-1939 | 20-10-1940 | Luitenant ter zee der 2e klasse Andries Zijlstra    |
| 21-10-1940 | 14-04-1941 | Luitenant ter zee der 3e klasse Dirk Auer           |
| 14-04-1941 | 07-07-1944 | Schipper Reijer Lucas                               |
| 19-06-1944 | 08-07-1944 | Luitenant ter zee der 2e klasse Kees Korthals Altes |

## Trivia
Er waren 25 Nederlandse hulpmijnenvegers tijdens de oorlog. Reijer Lucas was de enige 'burger' schipper in die jaren.